# Parazoanthidae
Parazoanthidae Delage & Hérouard, 1901 è una famiglia di esacoralli dell'ordine Zoantharia.

## Descrizione
La famiglia comprende zoantari macrocneminici coloniali, che presentano pareti profondamente incrostate di sabbia o altri detriti.

## Biologia
Le specie di questa famiglia sono frequentemente associate con altri organismi, come spugne, coralli neri, ottocoralli, che utilizzano come substrato.

## Distribuzione e habitat
La famiglia ha una distribuzione cosmopolita essendo presente sia nell'oceano Atlantico che nell'Indo-Pacifico, dal piano infralitorale a quello batiale. Nel mar Mediterraneo sono presenti due specie: la margherita di mare (Parazoanthus axinellae) e il falso corallo nero (Savalia savaglia).

## Tassonomia
La famiglia comprende i seguenti generi
- Antipathozoanthus Sinniger, Reimer & Pawlowski, 2010
- Bullagummizoanthus Sinniger, Ocaña & Baco, 2013
- Corallizoanthus Reimer in Reimer Nonaka Sinniger & Iwase, 2008
- Hurlizoanthus Sinniger, Ocaña & Baco, 2013
- Isozoanthus Carlgren in Chun, 1903
- Kauluzoanthus Sinniger, Ocaña & Baco, 2013
- Kulamanamana Sinniger, Ocaña & Baco, 2013
- Mesozoanthus Sinniger & Haussermann, 2009
- Parazoanthus Haddon & Shackleton, 1891
- Savalia Nardo, 1844
- Zibrowius Sinniger, Ocaña & Baco, 2013

### Alcune specie

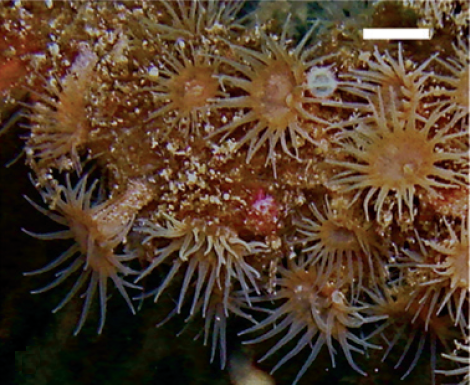
Antipathozoanthus hickmani
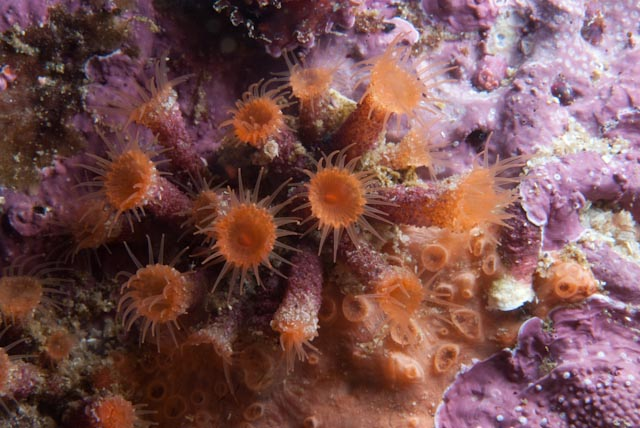
Isozoanthus capensis
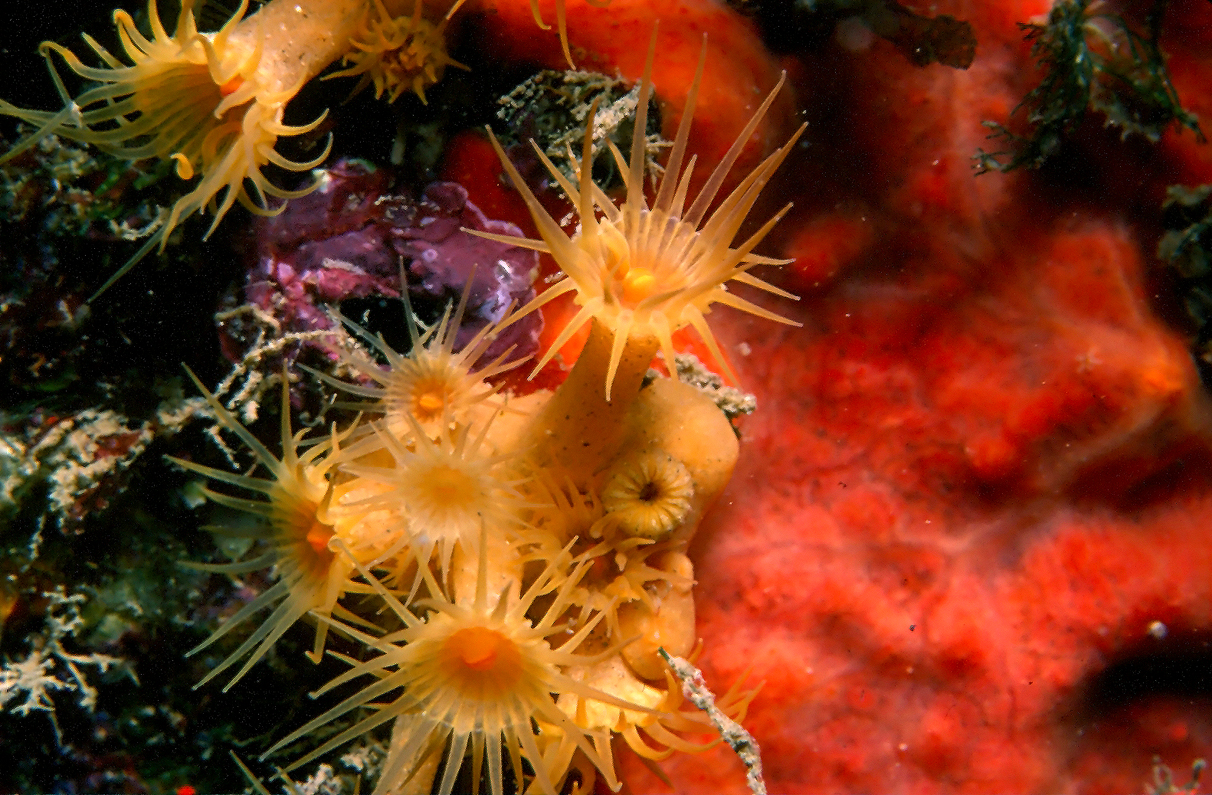
Parazoanthus axinellae
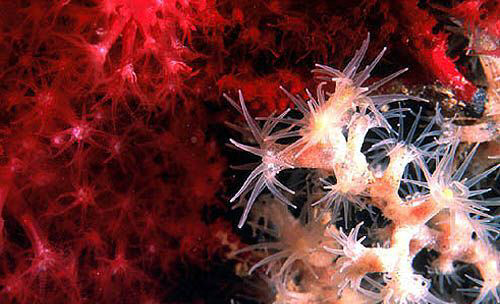
Savalia savaglia